# هال إريكسون
هال إريكسون (بالإنجليزية: Hal Erickson)‏ هو لاعب كرة قدم أمريكية أمريكي، ولد في 10 مارس 1898 في ماينارد في الولايات المتحدة، وتوفي في 27 يناير 1963 في مقاطعة هينيبين في الولايات المتحدة.

## وصلات خارجية
- هال إريكسون على موقع مرجع كرة القدم المحترفة.كوم (الإنجليزية)